# The Song Remains the Same
The Song Remains the Same – dwupłytowy album brytyjskiej grupy rockowej Led Zeppelin, zawierający muzykę z filmu koncertowego o tej samej nazwie.
Album został nagrany podczas trzech wieczornych koncertów w Madison Square Garden w Nowym Jorku, odbywających się w ramach trasy promującej Houses of the Holy.

## Lista utworów

### Płyta pierwsza
| 1. | „Rock and Roll” (Bonham, Jones, Page, Plant) | 4:03  |
|    |                                              |       |
| 2. | „Celebration Day” (Jones, Page, Plant)       | 3:49  |
|    |                                              |       |
| 3. | „The Song Remains the Same” (Page, Plant)    | 6:00  |
|    |                                              |       |
| 4. | „Rain Song” (Page, Plant)                    | 8:25  |
|    |                                              |       |
| 5. | „Dazed and Confused” (Page)                  | 24:59 |
|    |                                              |       |
|    |                                              | 47:16 |
|    |                                              |       |

### Płyta druga
| 1. | „No Quarter” (Jones, Page, Plant)               | 12:30 |
|    |                                                 |       |
| 2. | „Stairway to Heaven” (Page, Plant)              | 10:58 |
|    |                                                 |       |
| 3. | „Moby Dick” (Bonham, Jones, Page, Plant)        | 12:47 |
|    |                                                 |       |
| 4. | „Whole Lotta Love” (Bonham, Jones, Page, Plant) | 14:25 |
|    |                                                 |       |
|    |                                                 | 50:40 |
|    |                                                 |       |

## Skład zespołu
- Jimmy Page – gitara elektryczna, śpiew (w tle), producent
- Robert Plant – śpiew, harmonijka ustna
- John Paul Jones – gitara basowa, instrumenty klawiszowe, śpiew (w tle)
- John Bonham – perkusja, śpiew (w tle)
- Peter Grant – producent
- Eddie Kramer – inżynier dźwięku, miksowanie
- Hipgnosis – okładka
- Hardie – okładka